# Лесолюбка Ретовского
Лесолюбка Ретовского (лат. Anadrymadusa retowskii) — насекомое, относящееся к семейству Tettigoniidae отряда прямокрылые. Один из более чем 20 видов восточно-средиземноморского горного рода, единственный вид рода в фауне Украины. Эндемик Крыма. Реликтовый вид.
Видовое название дано в честь зоолога Отто Фердинандовича Ретовского.

## Ареал
Эндемик Крыма. Характерный в прибережной полосе — возле Алупки и Алушты, а также на каменистых склонах (Карадагский природный заповедник).

## Местообитания
Хорошо прогреваемые солнцем сухие участки береговой полосы и горных склонов.

## Биология
Личинки и взрослые насекомые встречаются в июле—сентябре. Хищник.

## Морфология
Надкрылья самца немного, у самки почти вдвое короче переднеспинки. Церки самца сильно загнуты внутрь, с сильно оттянутой заостренной вершиной. Яйцеклад немного короче заднего бедра. Надкрылья самца 3,5—4 мм, самки 2—6 мм. Яйцеклад 22—23 мм.
Длина тела самцов 28—36 мм, самок — 31—40 мм.

## Замечания по охране
Как уязвимый вид лесолюбка Ретовского занесена в Красную книгу Украины.

## Фото

Самка, Крым, Коктебель, г. Татар-Хабурга
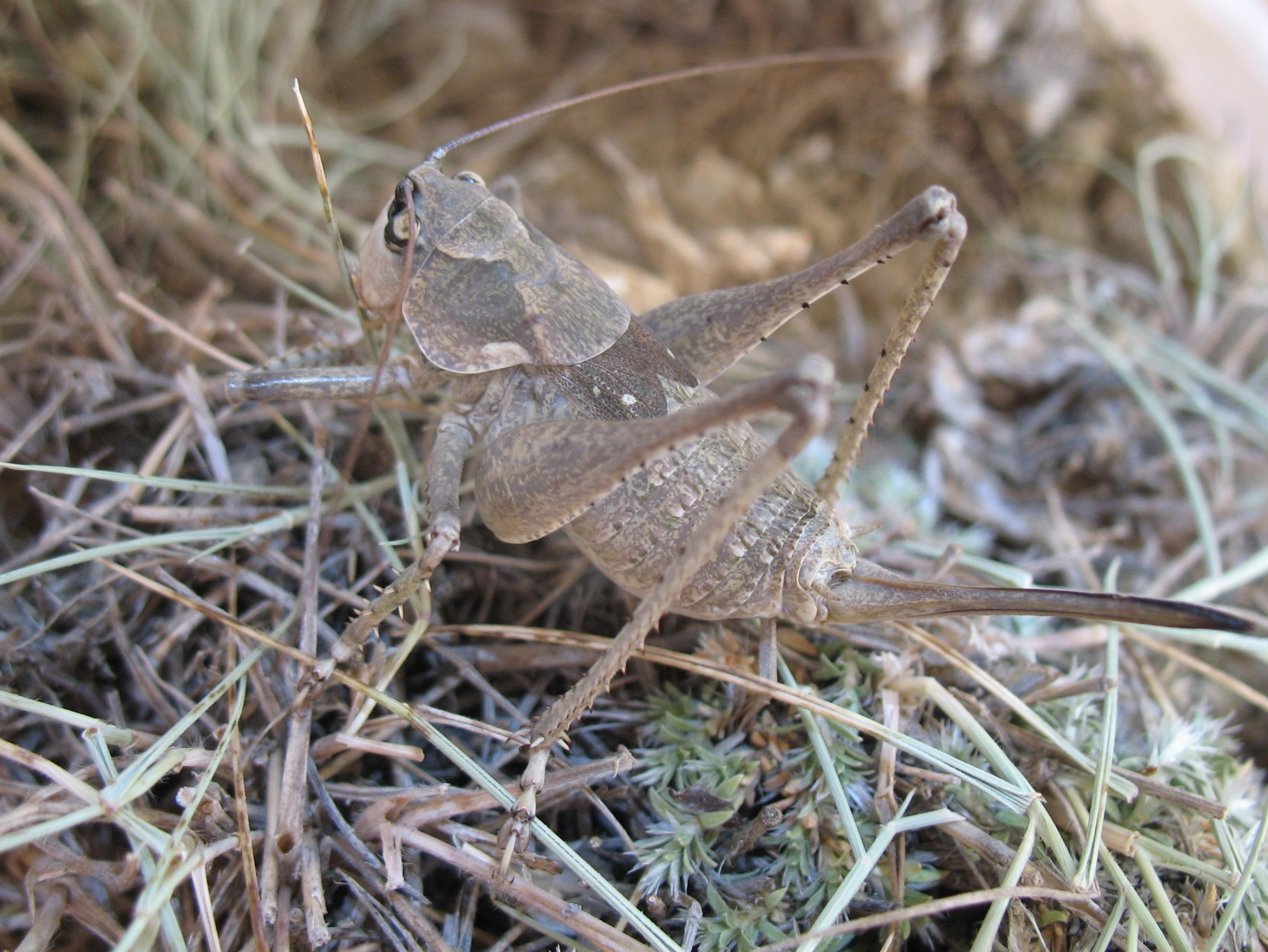

Самец, Крым, Коктебель, г. Татар-Хабурга
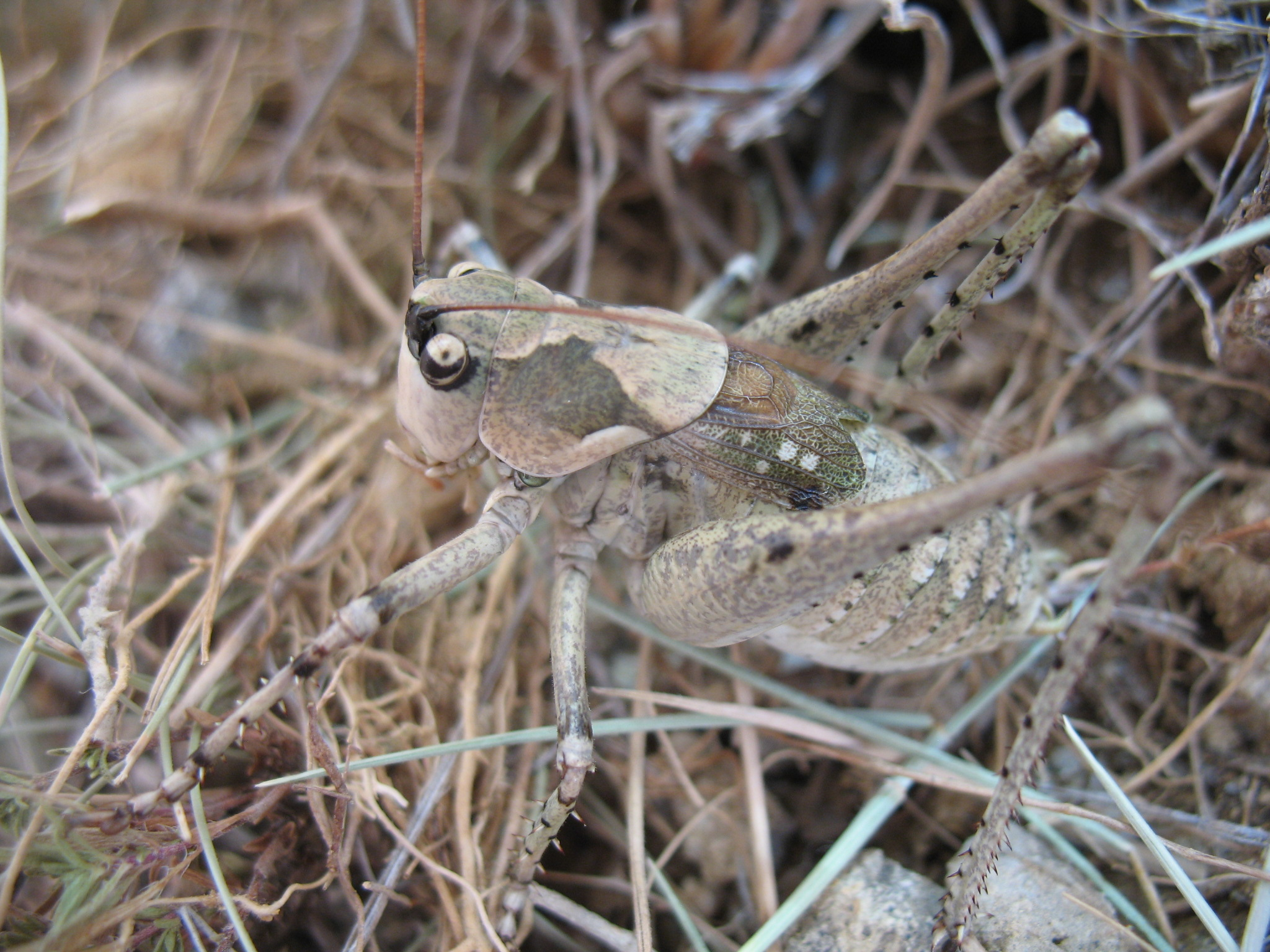
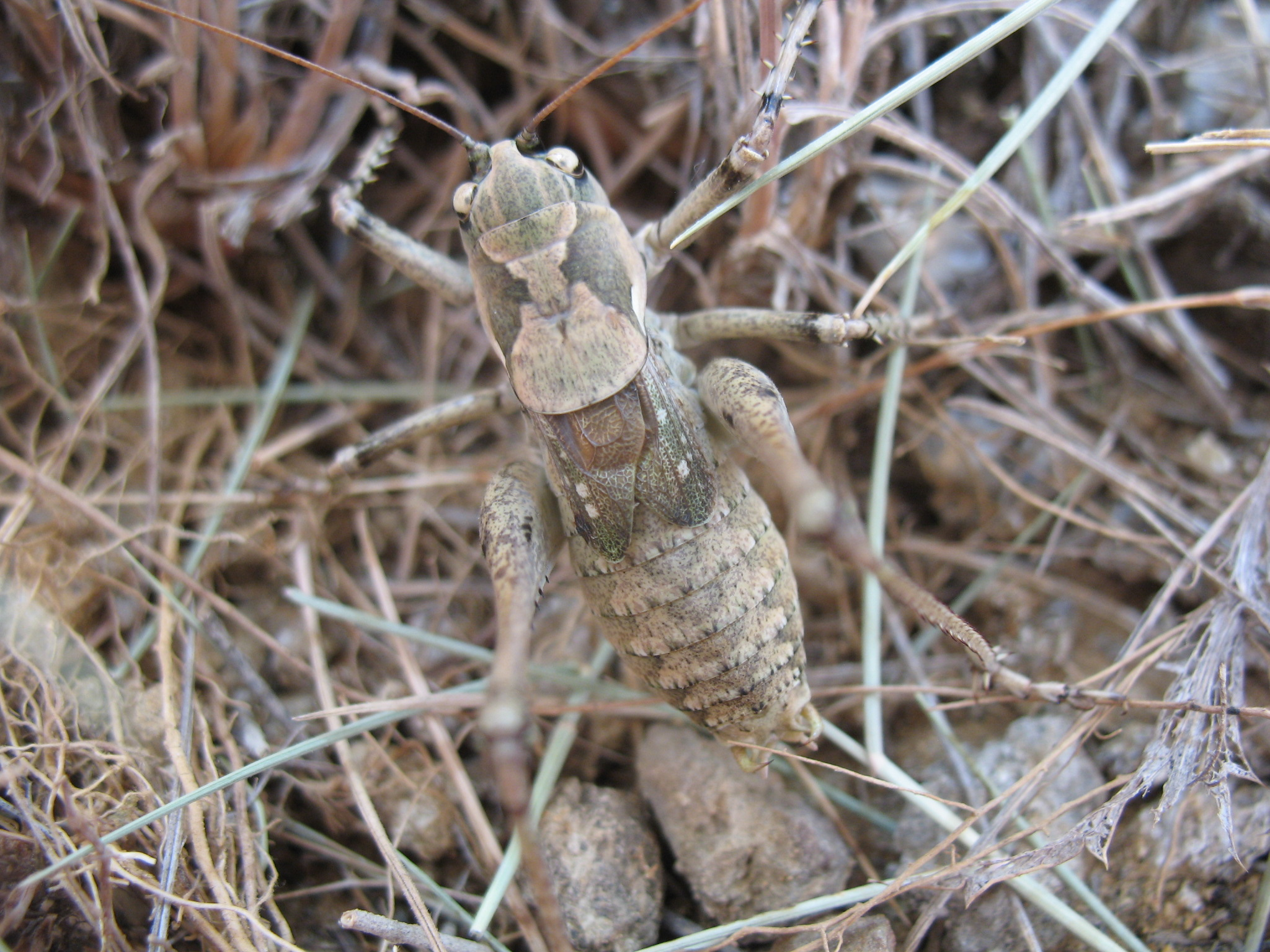
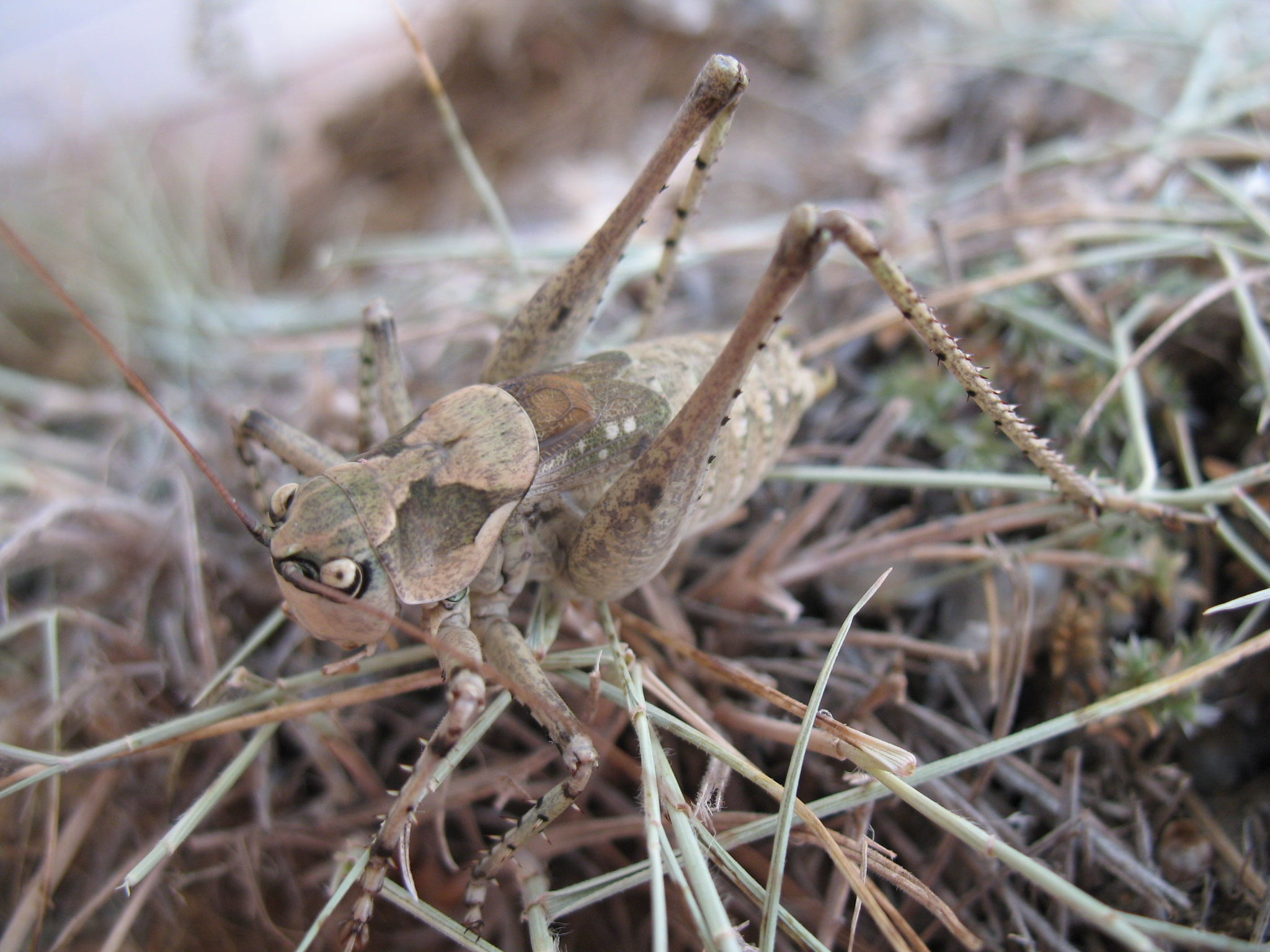